# 王常月
王常月（？—1680年），原名平，法名常月，号昆阳。山西长治人。全真教道士。被称为龙门派中兴之祖。
王常月的生年各史料记载不尽相同。少年时即游历名山大川，访仙修道。中年时在王屋山遇到全真教龙门派六祖赵真嵩，归为门下。
在华山隐居多年后，于顺治十二年（1655年）秋到北京全真道祖庭白云观任方丈，着手复兴全真道。
在北京，他取得了顺治帝的信任，被封为国师。三次赐予紫衣。并在白云观奉旨传戒，大收门徒。
康熙二年（1663年）王常月率弟子南下传教，在南京、杭州、湖州和武当山等地开坛授戒。使武当山的道士大多皈依到龙门派门下。康熙帝褒封王常月，并依于门下。
1680年逝世后，康熙帝赠号“抱一高士”。

## 思想体系
强调持戒的重要性，内丹修炼重修性。王常月在南京的传戒记录，被其弟子施守平等辑录为《碧苑坛经》。

## 著作
- 《钵鉴》5卷
- 《初真戒说》1卷